# Willem Eymers
Willem Eymers est un arbitre néerlandais de football des années 1920.

## Carrière
Il a officié dans des compétitions majeures : 
- JO 1920 (1 match)
- Coupe Mitropa 1927 (finale retour)
- JO 1928 (2 matchs).